# Yonge Street

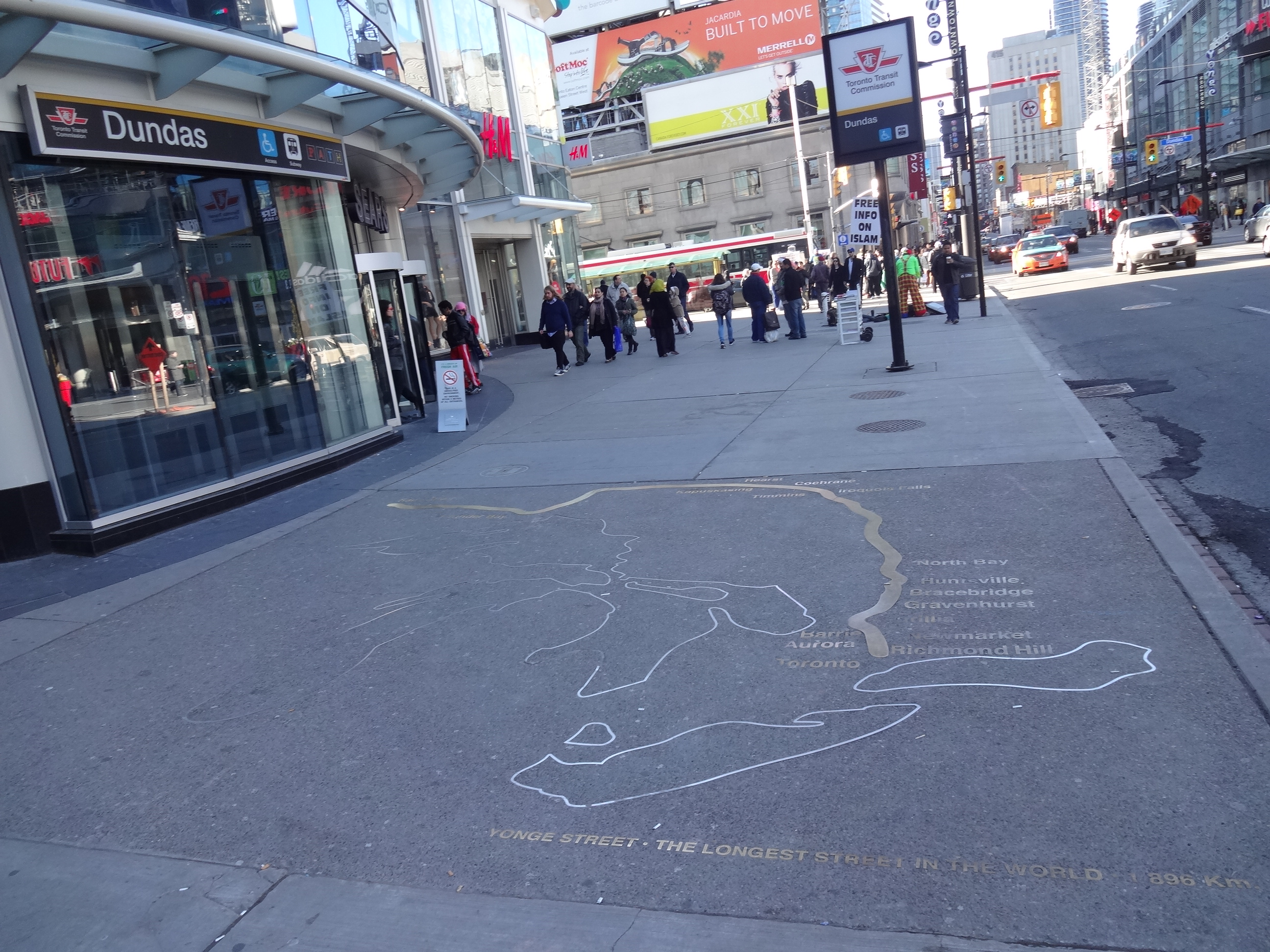
Inscripción en la Yonge-Dundas Square.

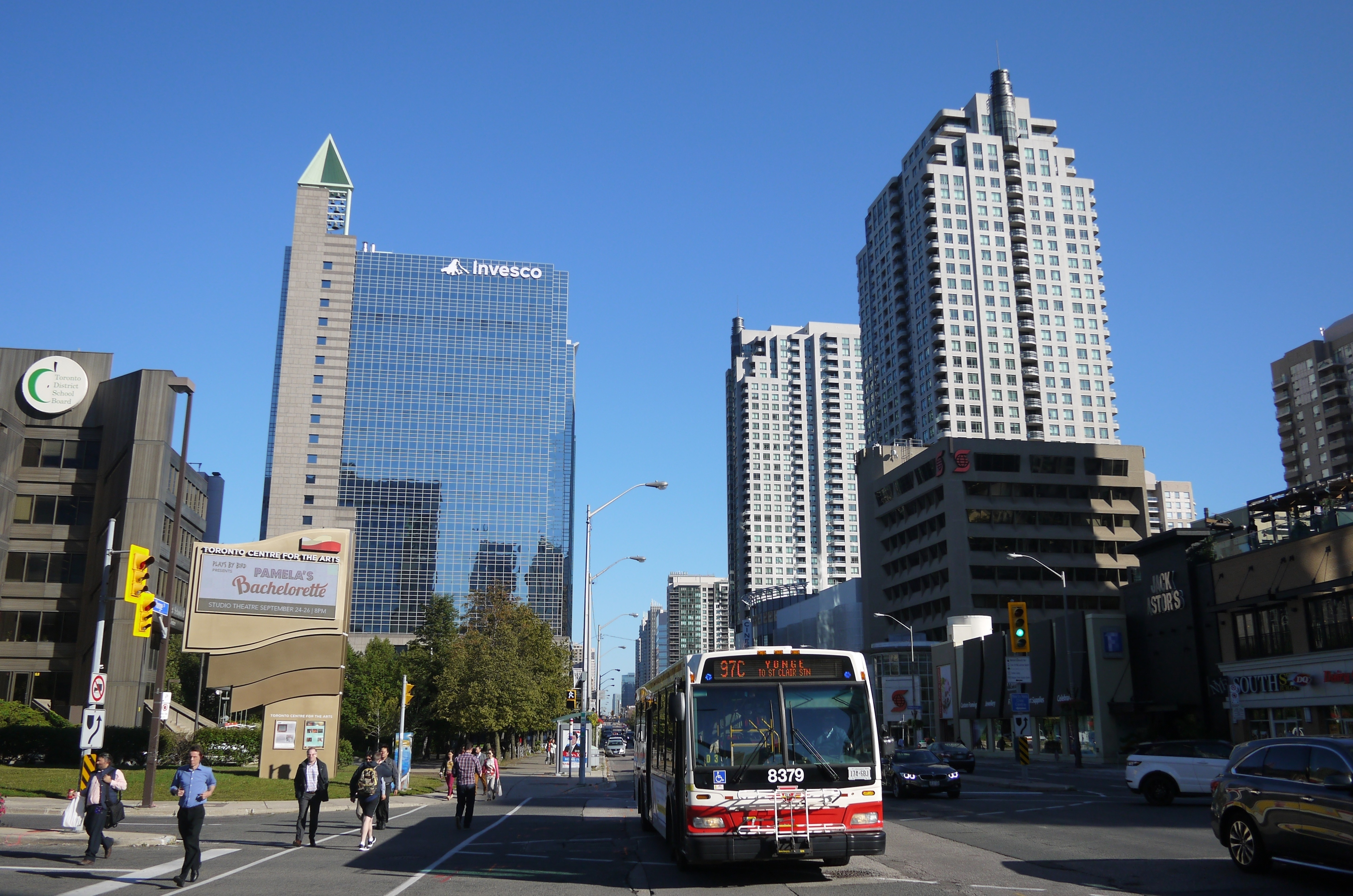
Yonge Street.

Yonge Street es una de las principales arterias viales en Toronto, Ontario, Canadá, y sus suburbios del norte. Es mencionada en el Libro Guinness de los Récords como la calle más larga del mundo, con 56 km
 y es un sitio histórico nacional. 
Yonge Street es fundamental en la planificación y el diseño de la ciudad de Toronto y de la provincia de Ontario. Debajo de ella, funciona la primera línea de metro que existió en Canadá. Esta calle sirve de línea divisoria entre las regiones este y oeste de las carreteras este-oeste de Toronto y la Región de York.
En Yonge Street se ubican muchas de las atracciones de Toronto, incluyendo obras de teatro, el Centro Eaton, Yonge-Dundas Square, el Hockey Hall of Fame, las oficinas del periódico Toronto Star, etc. La línea Yonge del metro de Toronto circula debajo de esta calle y continúa entre King Street y Finch Avenue. La línea Viva Blue BRT circula a lo largo de Yonge desde Finch hasta la terminal de autobuses de Newmarket.